# Валлиснери, Антонио
Анто́нио Валлисне́ри (итал. Antonio Vallisneri, 3 мая 1661, провинция Лукка — 18 января 1730, Падуя) — итальянский учёный-натуралист, врач. Работал в различных областях науки: биологии, ботанике, ветеринарии, гидрологии, также занимался новой для того времени наукой геологией.
Валлиснери был членом Лондонского королевского общества (с 30 ноября 1703 года).

## Путь в науке
Родился в маленькой деревне близ Лукки. Медицинское образование получил под руководством Марчелло Мальпиги, основателя микроскопической анатомии, в Медицинской школе в Реджо-нель-Эмилии, окончил курс со званием доктора медицины в 1685 году. Будучи студентом, начал с изучения аристотелевской философии, но под влиянием Мальпиги и Франческо Реди увлёкся философией эмпириков.
Продолжил образование в Болонье, Венеции, Падуе и Парме. В 1700 году получил звание экстраординарного профессора кафедры практической медицины, а в 1709 году — профессора теоретической медицины Падуанского университета.
Валлиснери известен более как исследователь-практик, нежели учёный-теоретик. Он поддержал Лейбница в его отказе от аристотелевской теории в пользу подхода Галилео Галилея, основанного на принципах экспериментальной науки. Валлиснери заявлял, что научные знания приобретаются через рассуждения, подкреплённые опытом. Вокруг его открытий в течение всей жизни учёного велись ожесточённые споры; хотя Валлиснери и приводил в поддержку своих рассуждений доказательства, полученные опытным путём, многие из его современников не желали отказываться от средневековых научных теорий.
Валлиснери интересовался всеми отраслями естественных наук, в течение жизни собрал многочисленные коллекции животных, минералов и других природных объектов.
С 1696 по 1700 год он публиковал свои Dialoghi sopra la curiosa Origine di molti Insetti (итал.) (Любопытные диалоги о происхождении многих насекомых) в La Galleria di Minerva. В них он описал свои первые опыты размножения насекомых. Книга с комментариями Реди и Мальпиги способствовала опровержению теории самопроизвольного зарождения жизни. Её текст, как это часто бывало в то время, написан в форме диалога Мальпиги и Плиния Старшего.
С 1701 года Валлиснери состоял в переписке с Мартином Листером, а с 1703 года и с сэром Хансом Слоуном, видными учёными Великобритании. Знакомство с ними способствовало тому, что в конце 1703 года он был принят в число членов Лондонского королевского общества.
В 1710 году Валлиснери опубликовал Considerazioni, ed Esperienze intorno al creduto Cervello di Bue impietrito, le Considerazioni, ed Esperienze intorno alla Generazione de’ Vermi ordinari del corpo umano e la Prima Raccolta d’Osservationi (итал.). В этой работе он показал, что некоторые паразитические личинки, живущие в тканях животных, вызываются мухами. Этот труд принёс ему международное признание, о чём свидетельствует его переписка.
В 1713 году Валлиснери издал сочинение Esperienze, ed Osservazioni intorno all’Origine, Sviluppi, e costumi di vari Insetti e le Nuove Osservazioni, ed Esperienze intorno all’Ovaia scoperta ne’ Vermi tondi dell’Uomo, e de’ Vitelli, в 1715 году — Istoria del Camaleonte Affricano, в 1721 году — Istoria della Generazione dell’Uomo, e degli Animali e il De’ Corpi marini, che su’ Monti si trovano.
Через три года после его смерти появились Observaciones y disertaciones sobre la física, la medicina y la historia natural (в трёх томах), сборник всех его произведений.
Стиль трудов Валлиснери был чётким и точным. Валлиснери шёл по стопам Галилея в использовании итальянского языка для своих научных трактатов. Он был одним из самых почитаемых учёных: выбор итальянского языка в качестве языка для научных работ был очень смелым для научного сообщества того времени, по-прежнему использовавшего латынь как «язык знаний».
Валлиснери считал, что практическое улучшение общественного благосостояния — основной итог всякого научного исследования. Будучи избран президентом Академии Риковрати (итал. Accademia galileiana di scienze, lettere ed arti; Accademia dei Ricovrati) в 1722 году, он провёл перестройку этого учреждения в соответствии с новыми задачами, присущими эпохе Просвещения, особенно в отношении женского образования.
Собранию сочинений Антонио Валлиснери в Италии присвоен статус «национального издания».
Одним из его учеников был итальянский биолог Ладзаро Спалланцани.

## В честь и память Валлиснери
В его честь Карл Линней назвал род водных растений Валлиснерия (Vallisneria) семейства Водокрасовые (Hydrocharitaceae).
Комплекс зданий факультетов биологии, биохимии и экспериментальных медико-биологических наук Падуанского университета, а также Лицей наук в Лукке названы его именем.

## Семья
Жена Антонио Валлиснери Лаура родила ему 18 детей, из которых, к сожалению, выжили только четверо. Среди них Антонио Валлиснери-младший, в течение многих лет занимавший должность профессора естественной истории Падуанского университета; он посвятил свою жизнь сбору и обработке литературных произведений отца и устройству его библиотеки, в которой после его смерти было около тысячи томов. Они были переданы в дар университетской библиотеке в Падуе.

## Учёные труды
- 1696: Saggio de' dialoghi sopra la curiosa origine di molti insetti, «Galleria di Minerva», I, pp. 297–322, Albrizzi, Venezia.
- 1700: Secondo dialogo sopra la curiosa origine di molti insetti, «Galleria di Minerva», III, pp. 297–318, Albrizzi, Venezia.
- 1700: Dialoghi sopra la curiosa origine di molti insetti, Albrizzi, Venezia.
- 1710: Prima raccolta d’osservationi e d’esperienze, Albrizzi, Venezia.
- 1710: Considerazioni, ed esperienze intorno al creduto cervello di bue impietrito, Stamperia del Seminario, Padova.
- 1710: Considerazioni, ed esperienze intorno alla generazione de' vermi ordinarj del corpo umano, Stamperia del Seminario, Padova.
- 1713: Esperienze, ed osservazioni intorno all’origine, sviluppi, e costumi di varj insetti, Stamperia del Seminario, Padova.
- 1713: Nuove osservazioni, ed esperienze intorno all’ovaja scoperta né vermi tondi dell’uomo, e de' vitelli, Stamperia del Seminario, Padova.
- 1714: Istoria del camaleonte affricano, Ertz, Venezia.
- 1714: Nuova idea del male contagioso de' buoi, Pandolfo, Milano.
- 1714: Lezione accademica intorno all’origine delle fontane, Ertz, Venezia.
- 1721: Istoria della generazione dell’uomo e degli animali, se sia da' vermicelli spermatici o dalle uova, con un trattato nel fine della sterilità, e dei suoi rimedj, Hertz, Venezia.
- 1721: De' corpi marini, che su' monti si trovano, Lovisa, Venezia.
- 1725: Dell’uso, e dell’abuso delle bevande, e bagnature calde, o fredde, Capponi, Modena.
- 1726: Esperienze ed osservazioni, Tipografia del Seminario, Padova.
- 1733: Opere fisico-mediche, Sebastiano Coleti, Venezia